# Heliocontia speciosa
Heliocontia speciosa là một loài bướm đêm trong họ Noctuidae.